# Basilika Nuestra Señora de las Mercedes

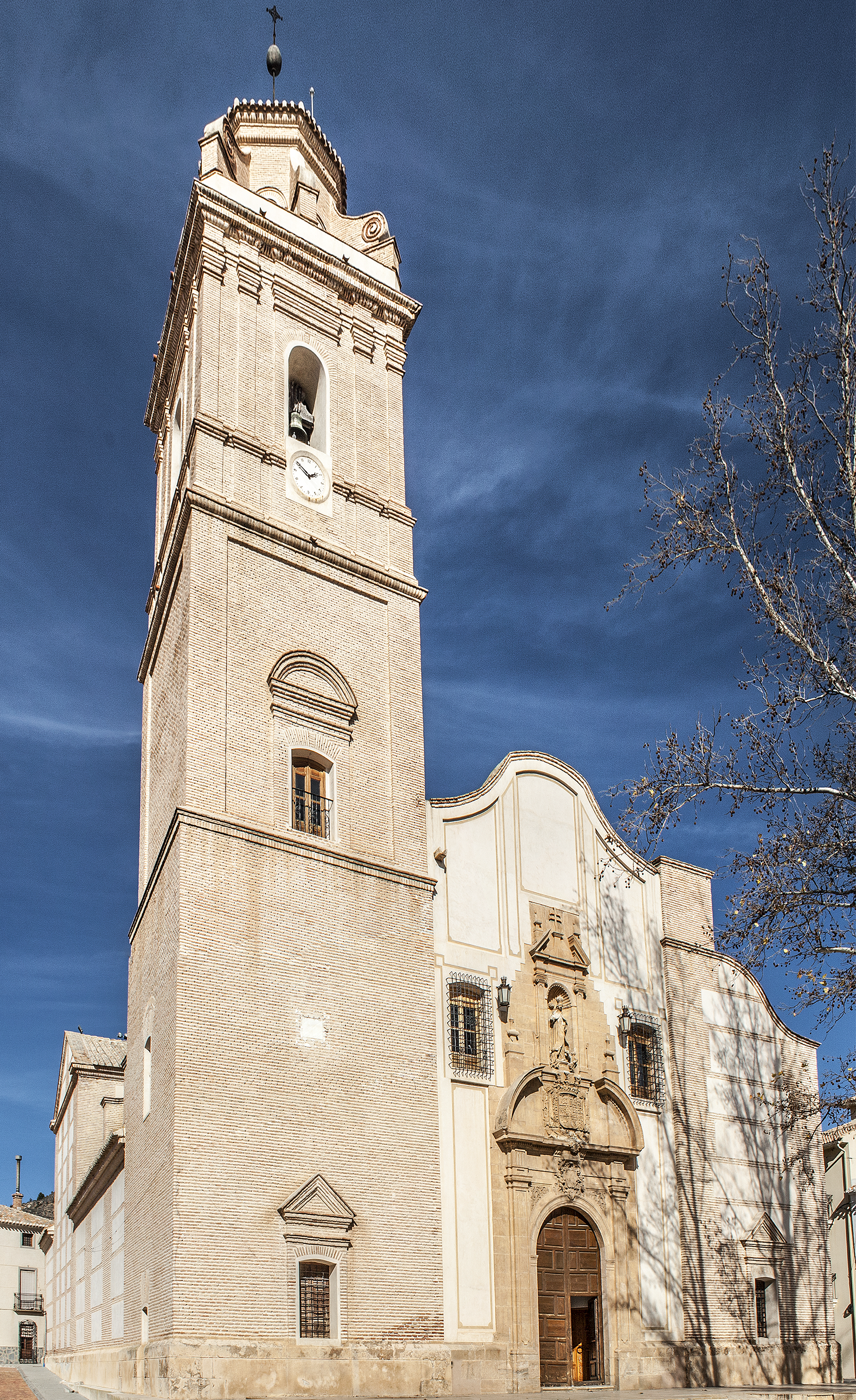
Basilika Nuestra Señora de las Mercedes

Die Basilika Nuestra Señora de las Mercedes (deutsch Basilika Unserer Lieben Frau der Barmherzigkeit) ist eine Kirche in Oria in der andalusischen Provinz Almería, Spanien. Die Pfarrkirche des Bistums Almería ist Maria vom Loskauf der Gefangenen gewidmet. Die Kirche wurde der zweiten Hälfte des 18. Jahrhunderts im Stil des Barocks erbaut und gilt als Baudenkmal.

## Geschichte
Die Kirche wurde zwischen 1767 und 1779 mit Unterstützung des Grafen von Los Vélez, Antonio Álvarez de Toledo, errichtet. Die spätbarocke Gestaltung ging einher mit einem gewissen wirtschaftlichen Aufschwung der Provinz Almeria. Bereits im Jahr 1810 zerstörten die napoleonischen Truppen die gesamte Innenausstattung mit den Altarbildern und Gemälden. Die Kirche wurde 1890 von Papst Leo XIII. zur Basilica minor erhoben. Im Jahr 1999 wurde die Basilika zum Kulturgut mit der Kategorie Nationales historisch-künstlerisches Denkmal erklärt.

## Fassade
Die Kirche befindet sich im Zentrum eines großen städtischen Raumes, der sie umgibt und eine Art Atrium bildet. Auf der linken Eingangsseite ragt der Kirchturm empor, der rechte kam nicht zur Ausführung. Er ist im Sinne der Mudéjar-Tradition ganz aus Backstein gebaut. In der Fassade kontrastiert die Dekoration aus kleinen Reliefs, die die Zwickel ausfüllen, mit der Nüchternheit der Pilaster, Gebälk und Giebel. Zweifelsohne ist die Fassade das herausragendste Element des Ganzen.
Diese Nüchternheit der dekorativen Elemente wird durch das plastische Spiel der verschiedenen in der Konstruktion verwendeten Materialien durchbrochen. Der Ziegelstein, der kürzer und breiter ist als die üblicherweise verwendeten, verleiht den Wänden eine besondere Textur, die durch den Wechsel von verputzten und gekalkten Mauerkästen unterstrichen wird. All dies ist mit der Mudéjar-Tradition verbunden, die aufgrund ihrer Sparsamkeit, Einfachheit und Schönheit lange Zeit in der Provinz Almería überlebt hat. Die Verwendung von roten Ziegeln und die verputzten und weiß gekalkten Mauerkästen sorgen für einen intensiven roten und weißen Farbkontrast.

## Innenraum

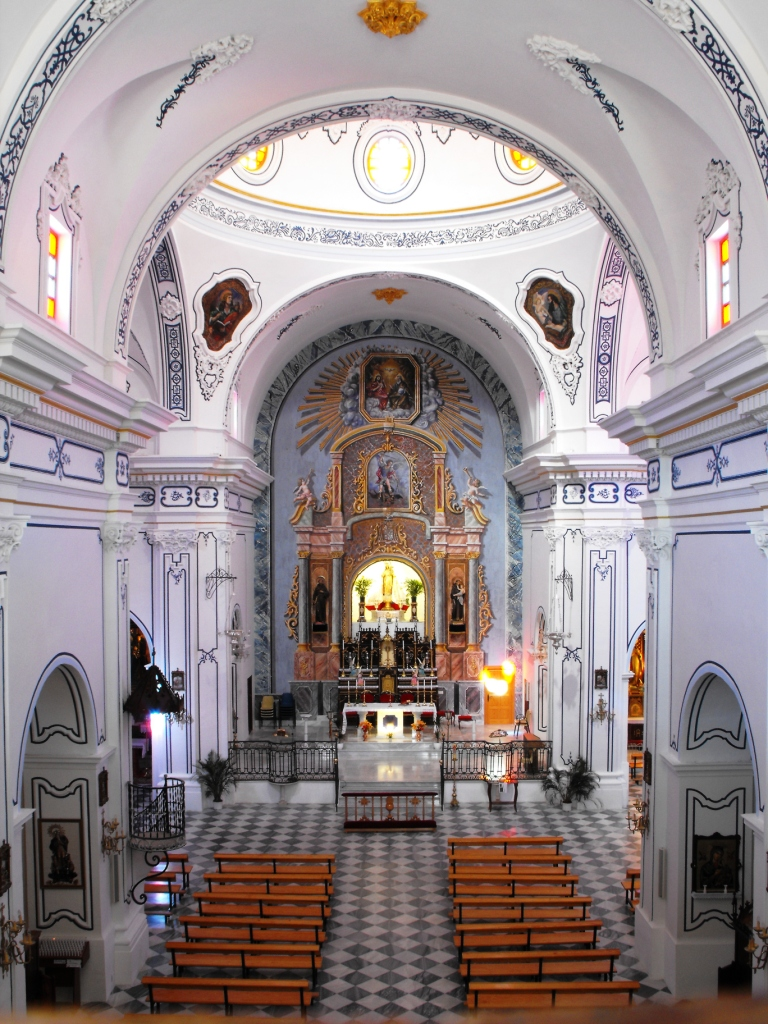
Innenraum

Die Basilika weist die üblichen barocken Kennzeichen der Kirchen in Almeria auf, die sie zusammen mit den Kirche von Vélez-Rubio und der Kirche der Inkarnation in Cuevas del Almanzora zu den drei grundlegenden Werken des Barocks des 18. Jahrhunderts in Almería macht: An einem rechteckigen Grundriss schließt sich nach dem Chorbogen die rechteckige Capella maior an, ein mittelalterliches Merkmal, das in der Architektur von Almeria lange überlebt hat. Die Tonnengewölbe sind mit Lünetten und am Querschiff mit einer Vierungskuppel mit Pendentifs und einem Tambour versehen. Die Kirche ist wie die übrigen Barockkirchen Almerias im Inneren schmucklos. Sie erscheint leicht profiliert und mit dekorativen Akzenten, die auf ausgeprägten Reliefs basieren und das Aussehen des Rokokos andeuten. Blumen- und Pflanzenmotive werden mit mehrstreifigen Leisten kombiniert. Der Innenraum hat einen kreuzförmigen Grundriss mit Kapellen zwischen den Strebepfeilern und ist zum Kirchenschiff hin durch Bögen geöffnet, die von dicken Pfeilern getragen werden, die von Gesimsen auf aufwendigen Kapitellen gekreuzt werden.
Die Vorderseite der Hauptkapelle (die ein im Spanischen Bürgerkrieg zerstörtes Altarbild beherbergte) ist mit einem großen Trompe-l’œil aus der Mitte des 20. Jahrhunderts verziert, dem Werk von Pedro Cervantes, einem Maler aus der almerianischen Stadt Vera. Dieses Wandgemälde ahmt ein architektonisches Altarbild nach, das die Kapelle der Virgen de las Mercedes umschreibt und einrahmt. Dieses Trompe-l’œil, das in schlechtem Zustand war, wurde im Jahr 2008 im Zusammenhang mit anderen Restaurierungsarbeiten wiederhergestellt. Im Mittelschiff befinden sich jeweils, von unten nach oben, die Kapelle des Titulars des Tempels, ein Gemälde des Erzengels Michael und im Dachgeschoss eine bildliche Darstellung der Heiligen Dreifaltigkeit.